# Região Metropolitana do Extremo Oeste
A Região Metropolitana do Extremo Oeste é uma região metropolitana brasileira, localizada em Santa Catarina,  e instituída pela lei complementar estadual nº 571, de 24 de maio de 2012. A região metropolitana é composta por um núcleo metropolitano e uma área de expansão metropolitana.
O núcleo metropolitano é composto pelos municípios de Bandeirante, Barra Bonita, Belmonte, Cunha Porã, Descanso, Dionísio Cerqueira, Flor do Sertão, Guaraciaba, Guarujá do Sul, Iporã do Oeste, Iraceminha, Itapiranga, Maravilha, Paraíso, Princesa, Romelândia, Santa Helena, São João do Oeste, São José do Cedro, São Miguel do Oeste e Tunápolis.
Já a área de expansão metropolitana é integrada pelos municípios de Abelardo Luz, Anchieta, Bom Jesus, Bom Jesus do Oeste, Caibi, Campo Erê, Coronel Martins, Entre Rios, Formosa do Sul, Galvão, Ipuaçu, Irati, Jardinópolis, Jupiá, Modelo, Mondaí, Novo Horizonte, Ouro Verde, Palma Sola, Riqueza, Saltinho, Santa Terezinha do Progresso, Santiago do Sul, São Bernardino, São Domingos, São Lourenço do Oeste, São Miguel da Boa Vista e Tigrinhos.